# Сосалито
Сосалито (на английски: Sausalito) е град в окръг Марин, в района на залива на Сан Франциско, щата Калифорния, Съединените американски щати.
Има население от 7330 души (2000) и обща площ от 5,8 км² (2,2 мили²).

## Побратимени градове
- Валпараисо, Чили